# Aleksandras Kuršaitis
Aleksandras Teodoras Kuršaitis (niem. Alexander Theodor Kurschat; ur. 2 października 1857 w Kretyndze, zm. 17 sierpnia 1944 w Kiefersfelden) – litewski językoznawca, działacz społeczny i kulturalny na Litwie Pruskiej.

## Życiorys
Studiował filologię litewską, niemiecką i klasyczną na Uniwersytecie Albertyna pod opieką wuja Fridrichasa Kuršaitisa. W 1882 podjął pracę w gimnazjum litewskim w Tylży. Stał na czele lokalnego Litewskiego Towarzystwa Literackiego, do 1912 redagował jego organ w języku niemieckim „Mitteilungen der Litauischen Literarischen Gesellschaft”.
W 1900 założył Towarzystwo Litewskie „Luizė”, którego został przewodniczącym. Na początku XX wieku uzupełnił i wydał po raz kolejny gramatykę litewską według E. J. Schiekoppa („Litauische Elementar-Grammatik”, 1901–1902). W 1911 wstąpił do stowarzyszenia „Prussia”.
W czasie I wojny światowej służył w wojsku niemieckim m.in. na terenach Litwy.
Jego największym dziełem pozostaje „Słownik litewsko-niemiecki” (niem.  Litauisch-deutsches Worterbuch; lit. Lietuviškai-vokiškas žodynas), wydany po raz kolejny w Getyndze w latach 1968–1973.